# Attentat auf Wolfgang Schäuble

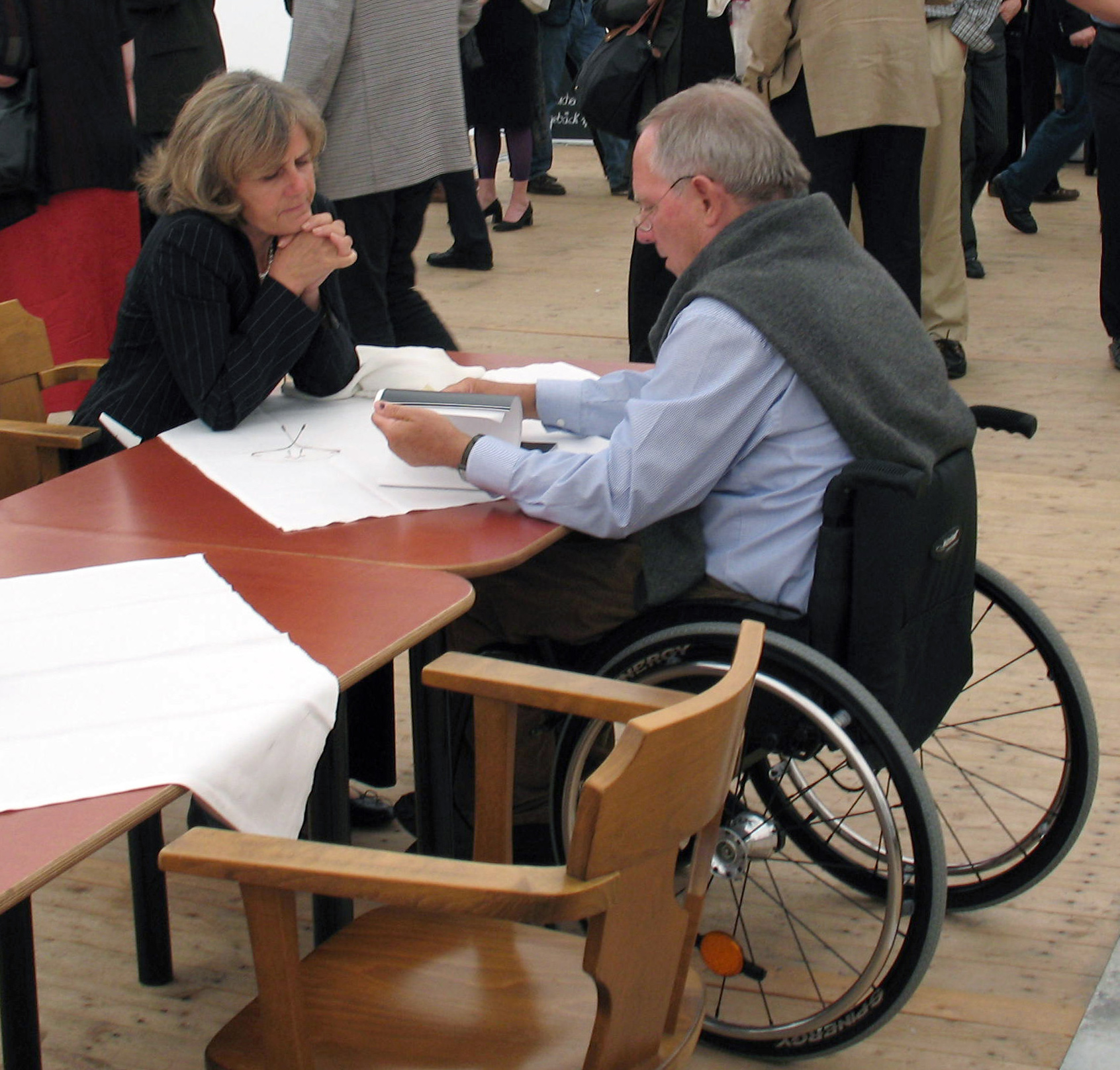
Wolfgang Schäuble (2007)

Beim Attentat auf Wolfgang Schäuble am 12. Oktober 1990 verletzte ein psychisch kranker Attentäter den Bundesinnenminister Wolfgang Schäuble (1942–2023) sowie seinen Personenschützer während einer Wahlkampfveranstaltung in Oppenau durch Revolverschüsse. Seit dem Attentat war Wolfgang Schäuble unterhalb des dritten Brustwirbels gelähmt und benutzte einen Rollstuhl.

## Tathergang
Bei einer Wahlkampfveranstaltung in seinem Wahlkreis hielt Wolfgang Schäuble vor 250 bis 300 Zuhörern eine Rede. Als er, von zahlreichen Menschen umringt, den Saal der Gaststätte verließ, näherte sich ihm der Täter Dieter Kaufmann. Um 22:04 Uhr gab dieser von hinten aus einem halben Meter Entfernung mit einem Revolver Smith & Wesson, Kaliber .38, zwei Schüsse auf den Politiker ab. Schäuble wurde in Kiefer und Rückenmark getroffen und sagte bereits unmittelbar nach der Tat, dass er seine Beine nicht mehr spüren könne. Der Personenschützer Klaus-Dieter Michalsky (1962–2004) wurde bei seinem Versuch, dem Täter die Waffe aus der Hand zu schlagen, durch einen dritten Schuss an Hand und Bauch verletzt. Der Angreifer wurde überwältigt und festgenommen. Die Tatwaffe und die Patronen hatte der Täter aus dem Waffenschrank seines Vaters entwendet.

## Folgen

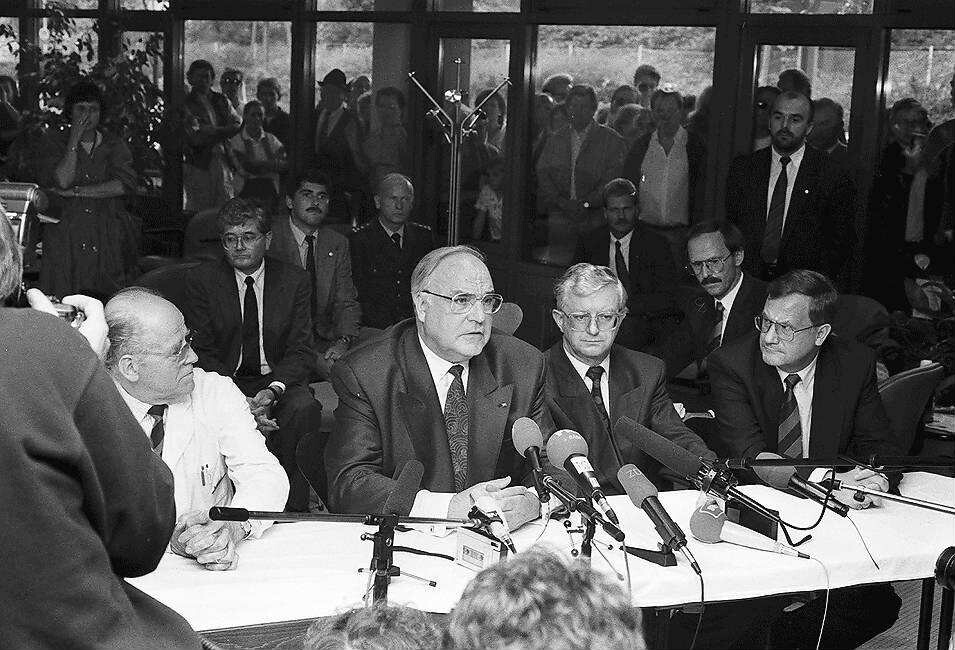
Pressekonferenz im Universitätsklinikum Freiburg am Tag nach dem Attentat

Noch in der Nacht wurde Schäuble in die Freiburger Uniklinik geflogen. Mehrere Tage kämpften Ärzte um sein Leben. Seit dem Attentat war Schäuble vom dritten Brustwirbel an abwärts gelähmt. Zuvor war er sportlich aktiv gewesen, unter anderem spielte er gern Tennis. Den Abschied aus der Politik, zu dem ihm seine Familie riet, lehnte Schäuble ab. Nach nur sechs Wochen setzte er seine politische Karriere fort, war seither aber auf einen Rollstuhl angewiesen.
Schäuble wurde Kuratoriumsmitglied in der Deutschen Stiftung Querschnittlähmung (DSQ) und war bis zu seinem Tod Mitglied des Stiftungsrates beim Internationalen Forschungsinstitut für Paraplegiologie in Zürich.
Während des Wahlkampfes zur Bundestagswahl 1990 war bereits am 25. April ein Attentat auf den SPD-Kanzlerkandidaten Oskar Lafontaine verübt worden.
Bei den Sicherheitsbehörden führten die Attentate des Jahres 1990 zu einem Umdenken. Bis zu diesem Zeitpunkt galt der Terrorismus, insbesondere der von der Rote Armee Fraktion (RAF) verübte, als die größte Gefahr für Politiker. Seitdem werden auch psychisch kranke Einzeltäter als Bedrohung wahrgenommen.

## Attentäter
Der Attentäter Dieter Kaufmann (1953–2019) war drogenabhängig und nach mehreren Suizidversuchen bereits in psychiatrischer Behandlung. Um Schulden aus seiner Selbständigkeit als Kneipier auszugleichen, betätigte er sich als Drogenhändler. In Spanien wurde er wegen des Besitzes von 20 kg Haschisch zu einer Haftstrafe in Höhe von zweieinhalb Jahren verurteilt. Wolfgang Schäuble, in dessen Wahlkreis Appenweier, der Wohnort von Kaufmann, liegt, setzte sich dafür ein, dass er seine Strafe in der Bundesrepublik Deutschland verbüßen konnte. Kaufmann blieb bis 1988 in Haft. Nach seiner Entlassung war er der Überzeugung, der bundesdeutsche Staat bedrohe seine Bürger im Allgemeinen und ihn im Besonderen. In seiner Vernehmung nach dem Attentat gab er als Motiv an, Bürger würden mittels „elektrischer Wellen“ und „Lauttechnik“ gefoltert und ihnen „elektrolytisch erhebliche Schmerzen“ zugefügt, unter anderem „im Zwölffingerdarm und im Kopf“. Schäuble sei einer der Hauptverantwortlichen, ein alternatives Ziel sei Bundeskanzler Helmut Kohl gewesen. Kaufmann wurde im Prozess aufgrund paranoid-halluzinatorischer Schizophrenie für schuldunfähig erklärt und unbefristet in eine Klinik eingewiesen. Im Herbst 2004 wurde er entlassen. Er starb 2019.

## Tatort
Der Tatort, das Gasthaus „Brauerei Bruder“, wurde im Jahr 2004 abgerissen. Später wurde dort der „Bruder-Park“ erbaut, ein Heim für betreutes Wohnen für Senioren und Pflegebedürftige.